# بنکوی حیدری
بنکوی حیدری، روستایی از توابع بخش مرکزی شهرستان فراشبند در استان فارس ایران است.

## جمعیت
این روستا در دهستان آویز قرار دارد و براساس سرشماری مرکز آمار ایران در سال ۱۳۸۵، جمعیت آن ۱۰۱ نفر (۲۵خانوار) بوده‌است.